# 夸尔特德莱斯瓦利斯
夸尔特德莱斯瓦利斯，是西班牙巴伦西亚自治区巴伦西亚省的一个市镇。总面积8平方公里，总人口1077人（2001年），人口密度135人/平方公里。